# Agent provocateur
Udtrykket agent provocateur (flertal: agents provocateurs) stammer fra fransk ret og anvendes i den juridiske teori som en upræcist defineret betegnelse for en person, der bistår politiet i efterforskningen af en lovovertrædelse på den måde, at den pågældende fremkalder eller medvirker til en lovovertrædelse med det formål, at få mistænkte afsløret og straffet.
Agenten adskiller sig fra den blotte meddeler ved selv at spille en aktiv rolle i det kriminelle handlingsforløb.

## Danske forhold
I dansk ret anvendes betegnelsen agent. Betingelserne, for at politiet kan benytte agentvirksomhed til at opklare lovovertrædelser, fremgår af retsplejeloven. I praksis anvendes agentvirksomhed navnlig til opklaring af såkaldt "offerløs" kriminalitet som narkotikasager.
Politiets brug af agenter som led i efterforskningen af lovovertrædelser har siden midten af 1970'erne givet anledning til betydelig debat – både i dagspressen og i den juridiske litteratur. Kritikerne fremhæver, at agenten kan komme til at fremprovokere en lovovertrædelse, som ellers ikke ville være blevet begået.